# Кромвелл, Ричард
Ричард Кромвелл (при рождении Лерой Мелвин Радабо; 8 января 1910, Лонг-Бич, Калифорния — 11 октября 1960, Голливуд, Калифорния), также известный как Рой Радабо) — американский актёр.

## Карьера
Его карьера достигла своего апогея, когда он работал в фильме «Иезавель» (1938) с Бетт Дэвис и Генри Фондой и снова с Фондой в фильме Джона Форда «Молодой мистер Линкольн» (1939). Слава Кромвелла впервые была подтверждена в «Жизнь Бенгальского улана» (1935), где он разделил главные успехи с Гэри Купером и Франшо Тоун.
Имеет именную звезду на Аллее славы Голливуда.
Этот фильм был первой крупной работой режиссёра Генри Хэтэуэя, основанной на популярном романе Фрэнсиса Йейтса-Брауна «Жизнь бенгальского улана» и принесла Paramount Studios номинацию на премию «Оскар» за лучший фильм в 1935 году, но «Мятеж Баунти» вместо этого получил высшую награду на церемонии вручения премии «Оскар» в том же году.
Британский кинокритик Лесли Холливелл в «Компаньоне кинозрителя» резюмировал непреходящую привлекательность Кромвелла, когда описал его как «ведущего персонажа, нежного героя ранних звуковых фильмов».
Его последняя роль была в нуарном фильме 1948 года «Бунгало 13» . В общей сложности кинокарьера актёра насчитывала 39 фильмов.

## Личная жизнь
В 1945-46 годах был женат на актрисе Анджеле Лэнсбери. После он и Лэнсбери оставались друзьями до его смерти в 1960 году. Кромвелл сделал только одно заявление для прессы относительно своей жены, с которой он прожил девять месяцев, и одной из её привычек: «По всему дому были разбросаны чайные пакетики. Среди ночи она вставала и начинала пить чай. Это почти сводило меня с ума». В то же время статьи, основанные на интервью с Лэнсбери, утверждали, что Кромвелл был гомосексуалом.